# 246164 Здвиженськ
246164 Здвиженськ (246164 Zdvyzhensk) — астероїд головного поясу, відкритий 22 серпня 2007 року в Андрушівці.